# Core malato
Core malato è un singolo di Giovanna pubblicato nel 2012 dalla Kicco.

## Tracce
1. Core malato (Ottavio Buonomo, Maria Aprile)